# Coelotes amamiensis
Coelotes amamiensis là một loài nhện trong họ Amaurobiidae.
Loài này thuộc chi Coelotes. Coelotes amamiensis được miêu tả năm 1989 bởi Shimojana.